# Sorbus tsinlingensis
Sorbus tsinlingensis là loài thực vật có hoa trong họ Hoa hồng. Loài này được C.L. Tang miêu tả khoa học đầu tiên năm 1974.